# Com o passar do tempo
Com o passar do tempo es el nombre del decimocuarto álbum de estudio del cantautor español José Luis Perales. Fue publicado en 1986 por Sony Music bajo el sello Epic Records.
Este álbum contiene la versión en portugués de «Que canten los niños», en la cual participaron los exintegrantes de la banda infantil Turma do Balão Mágico: Simony (cantante y presentadora brasileña de televisión) y Jairzinho (cantante, compositor y productor musical brasileño), quienes para el momento de la grabación eran niños. Como su versión en castellano, esta versión también está dedicada a las Aldeas Infantiles SOS.

## Antecedentes
La participación de José Luis Perales con Aldeas Infantiles SOS se origina cuando en Argentina, en una gira por América, a principios de los años 80, conoció la historia de unos hogares tutelados por mujeres, que se hacían cargo de la atención y cuidados de unos niños que, por diferentes circunstancias, procedían de la marginación y el desamparo. De regreso a España entró en contacto con Juan Belda, presidente de la organización en España, quien le explicó la labor que desarrollan en todo el mundo en favor de la infancia marginada.
Al preguntarle cómo podía colaborar con la organización, Belda le pidió que compusiera una canción promoviendo la idea de Aldeas Infantiles y la incluyera en un disco. Y así nació «Que canten los niños», que se incluyó en el álbum «Con el paso del tiempo», cuyos derechos el autor ha cedido a la organización.

## Listado de canciones

### Disco de vinilo
| Lado A |                                                                    |          |  |
| N.º    | Título                                                             | Duración |  |
| 1.     | «A primeira vez» (Versión en portugués de «La primera vez»)        |          |  |
| 2.     | «Ay corazón»                                                       |          |  |
| 3.     | «Não serão tão fácil» (Versión en portugués de «No resulta fácil») |          |  |
| 4.     | «Lucía»                                                            |          |  |
| 5.     | «Caminhos de luz» (Versión en portugués de «Recorrer el camino»)   |          |  |

| Lado B | |          |  |
| N.º    | Título | Duración |  |
| 1.     | «O que cantam a crianças (Homenagem as Aldeias Infantis SOS)» (Versión en portugués de «Que canten los niños» [dedicado a las aldeas infantiles S.O.S.] Con la participación de Simony y Jairzinho) |          |  |
| 2.     | «Ay amor» |          |  |
| 3.     | «Eu também tive quinze annos» (Versión en portugués de «Yo también tuve quince años») |          |  |
| 4.     | «Tan solo necesito» |          |  |
| 5.     | «Me iré calladamente» |          |  |